# Microregione di Médio Araguaia
Médio Araguaia è una microregione dello Stato del Mato Grosso appartenente alla mesoregione di Nordeste Mato-Grossense.

## Comuni
Comprende 3 comuni:
- Araguaiana
- Barra do Garças
- Cocalinho